# Markéta Drummondová
Markéta Drummondová (asi 1340 – po 31. lednu 1375) byla druhou manželkou Davida II. Skotského. Byla dcerou sira Malcolma Drummonda († asi 1346) a jeho manželky Markéty, rozené Grahamové.
Jejím prvním manželem byl sir John Logie, se kterým měla syna Johna. Později se stala milenkou krále Davida Skotského, jehož manželka Johana zemřela v roce 1362. Za Davida se nakonec 20. února 1364 i provdala. Neměli spolu žádné děti a král se s ní 20. března 1369 z důvodu neplodnosti rozvedl.
Markéta nicméně odcestovala do francouzského Avignonu a úspěšně apelovala u papeže Urbana V., aby toto rozhodnutí zvrátil. David II. zemřel v roce 1371 a Markéta ho přežila. Byla naživu k 31. lednu 1375, ale zřejmě zemřela brzy po tomto datu.